# Tät kvastmossa
Tät kvastmossa (Dicranum elongatum) är en bladmossart som beskrevs av Schleicher och Schwaegrichen 1811. Tät kvastmossa ingår i släktet kvastmossor, och familjen Dicranaceae. Arten är reproducerande i Sverige. Inga underarter finns listade i Catalogue of Life.

## Bildgalleri

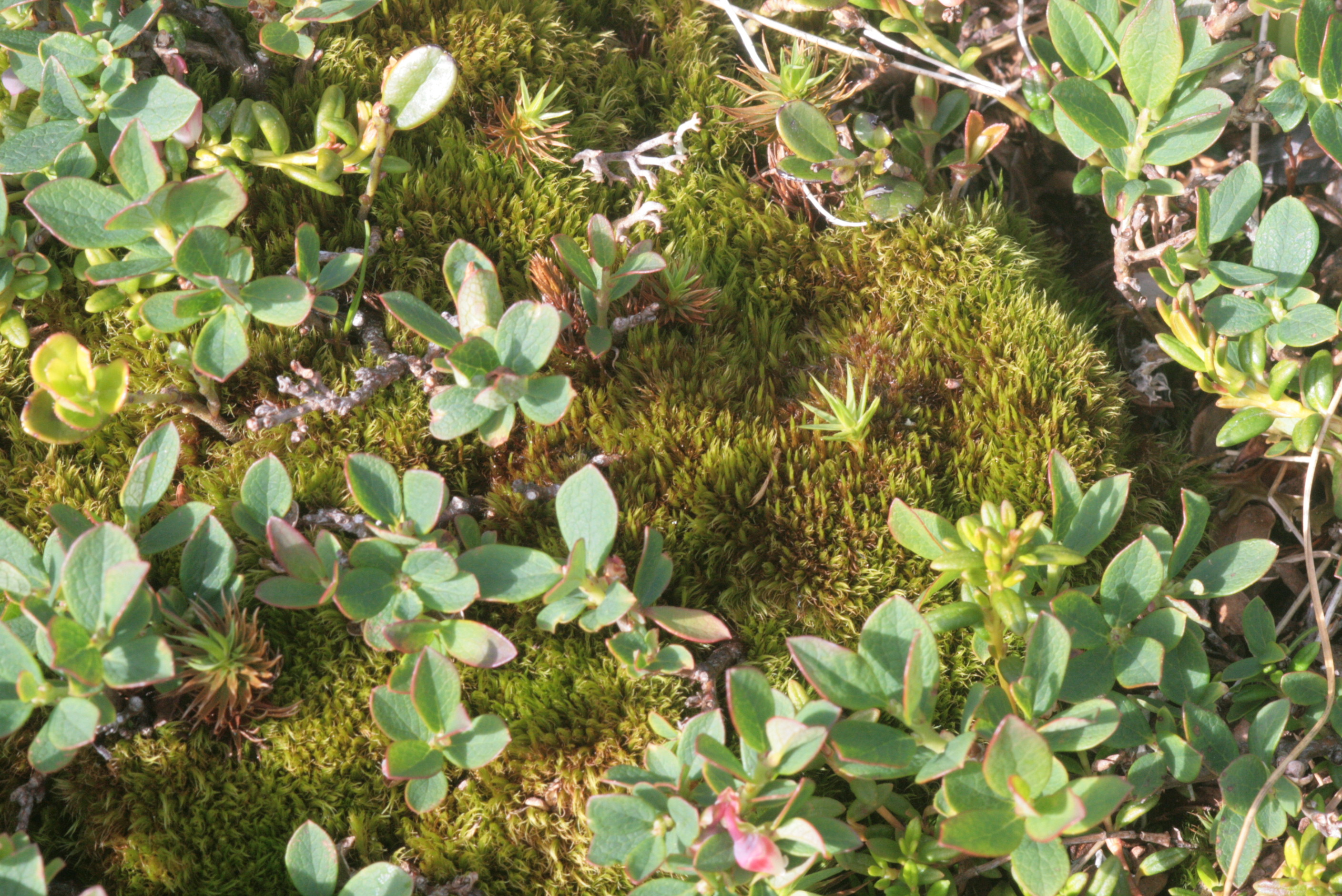
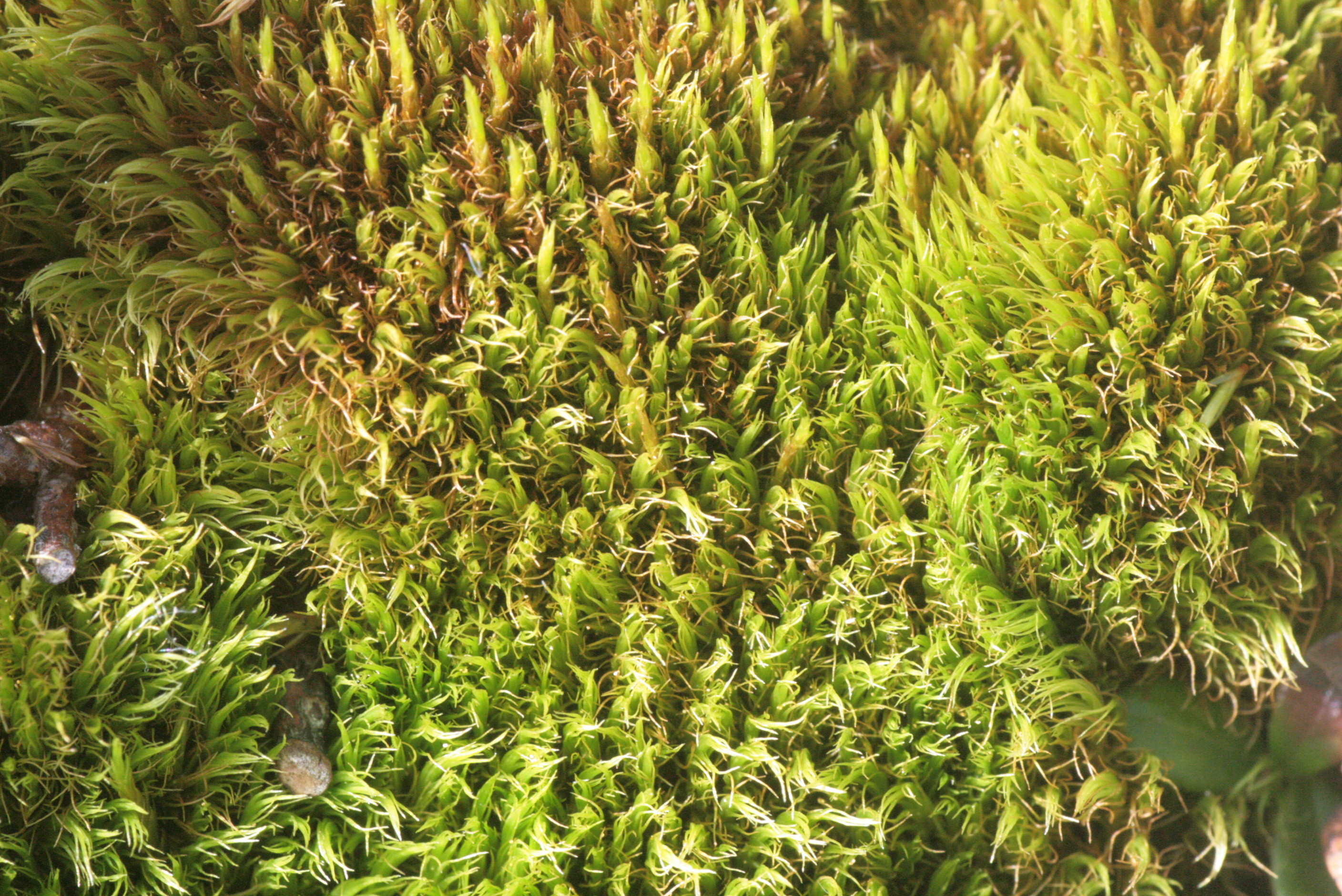
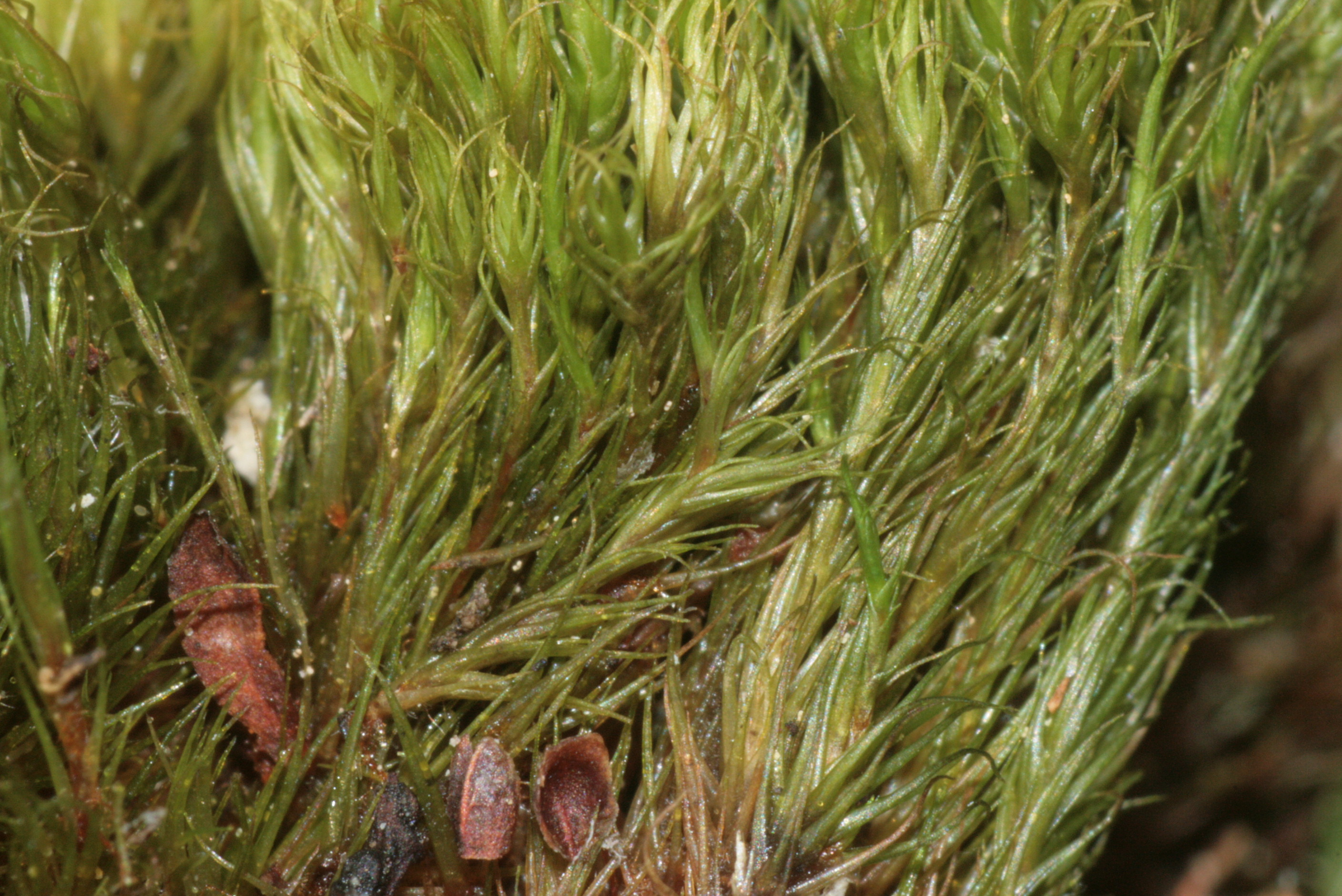
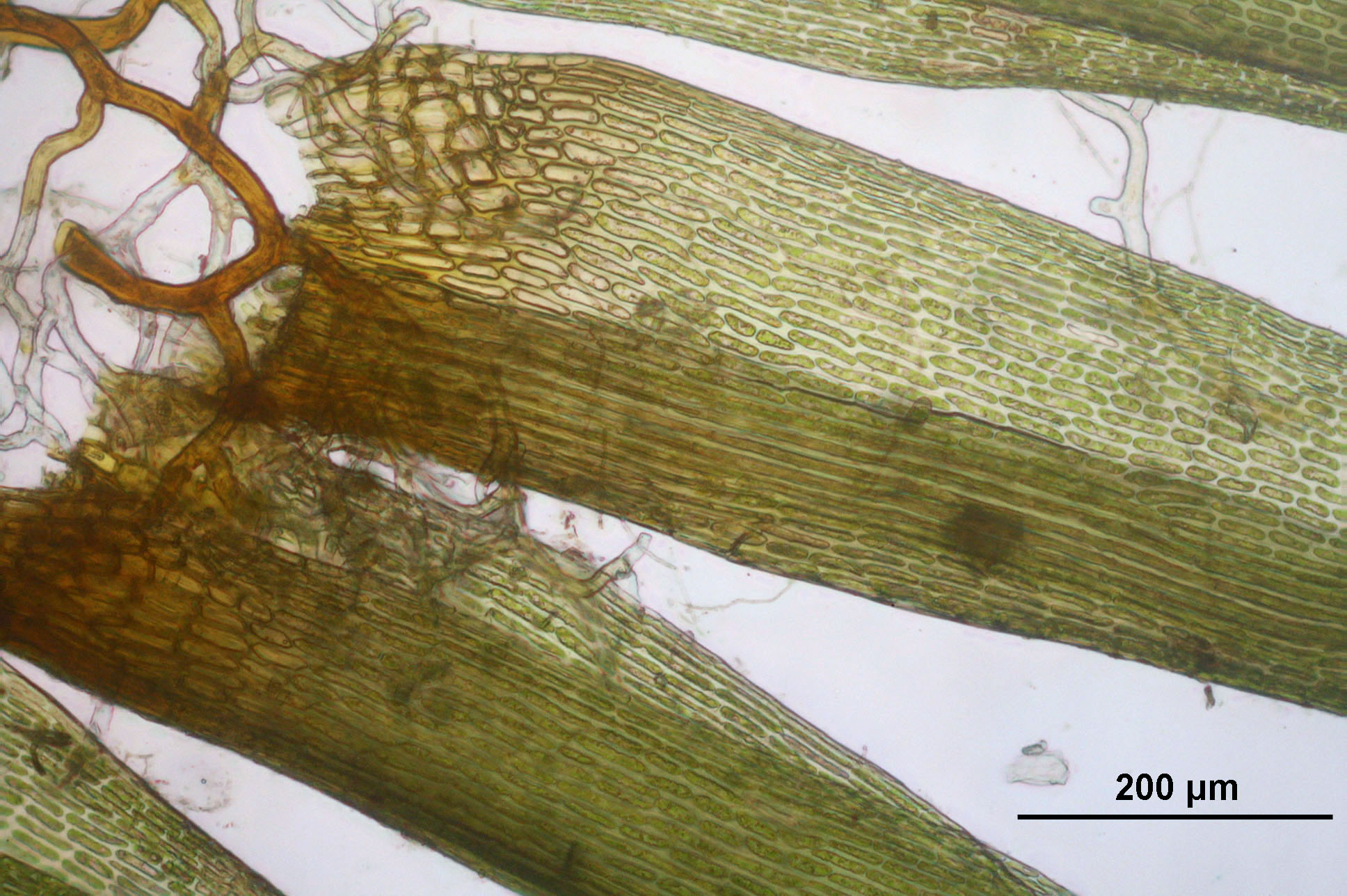
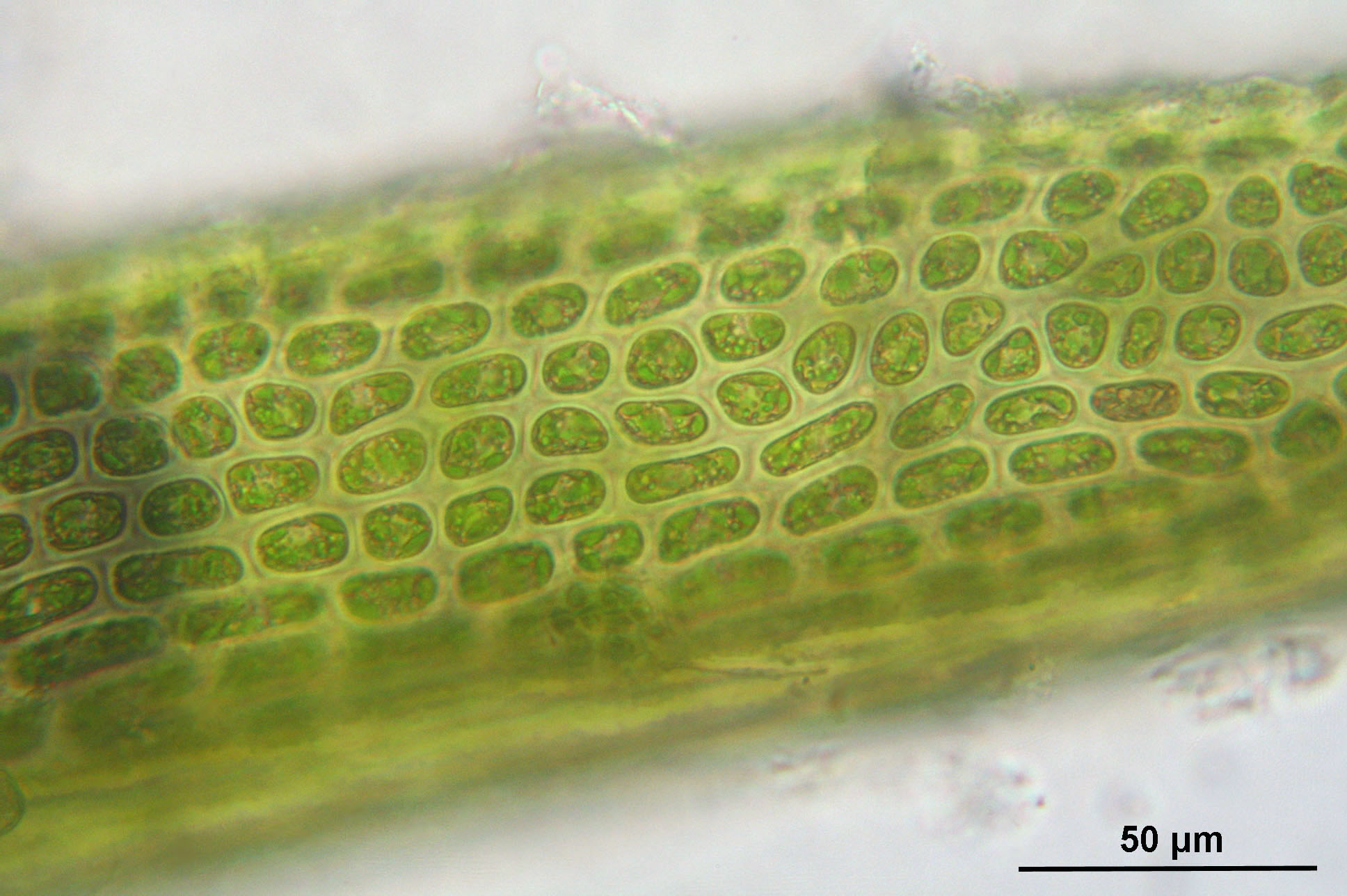
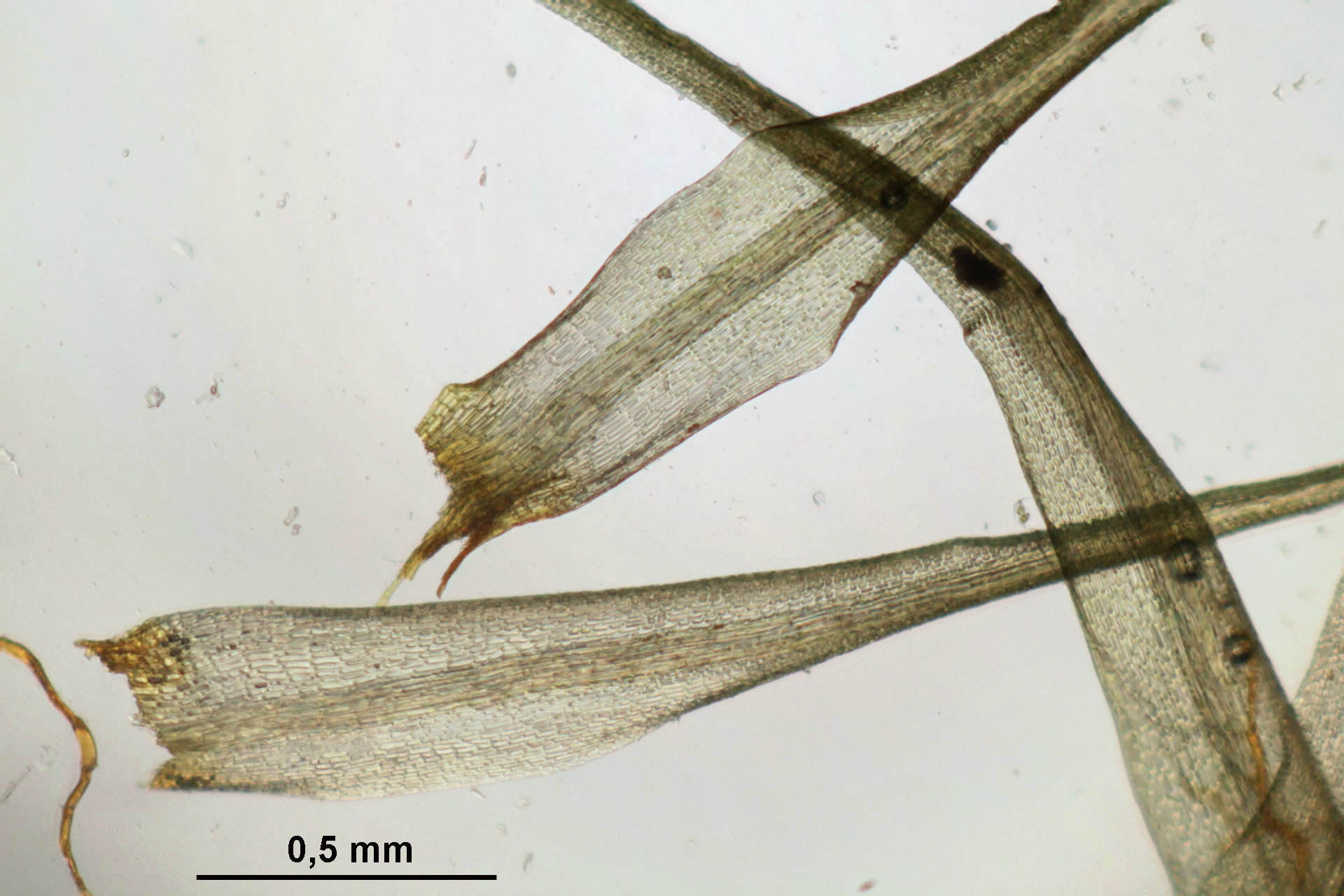